# مراسم الرداء الأبيض

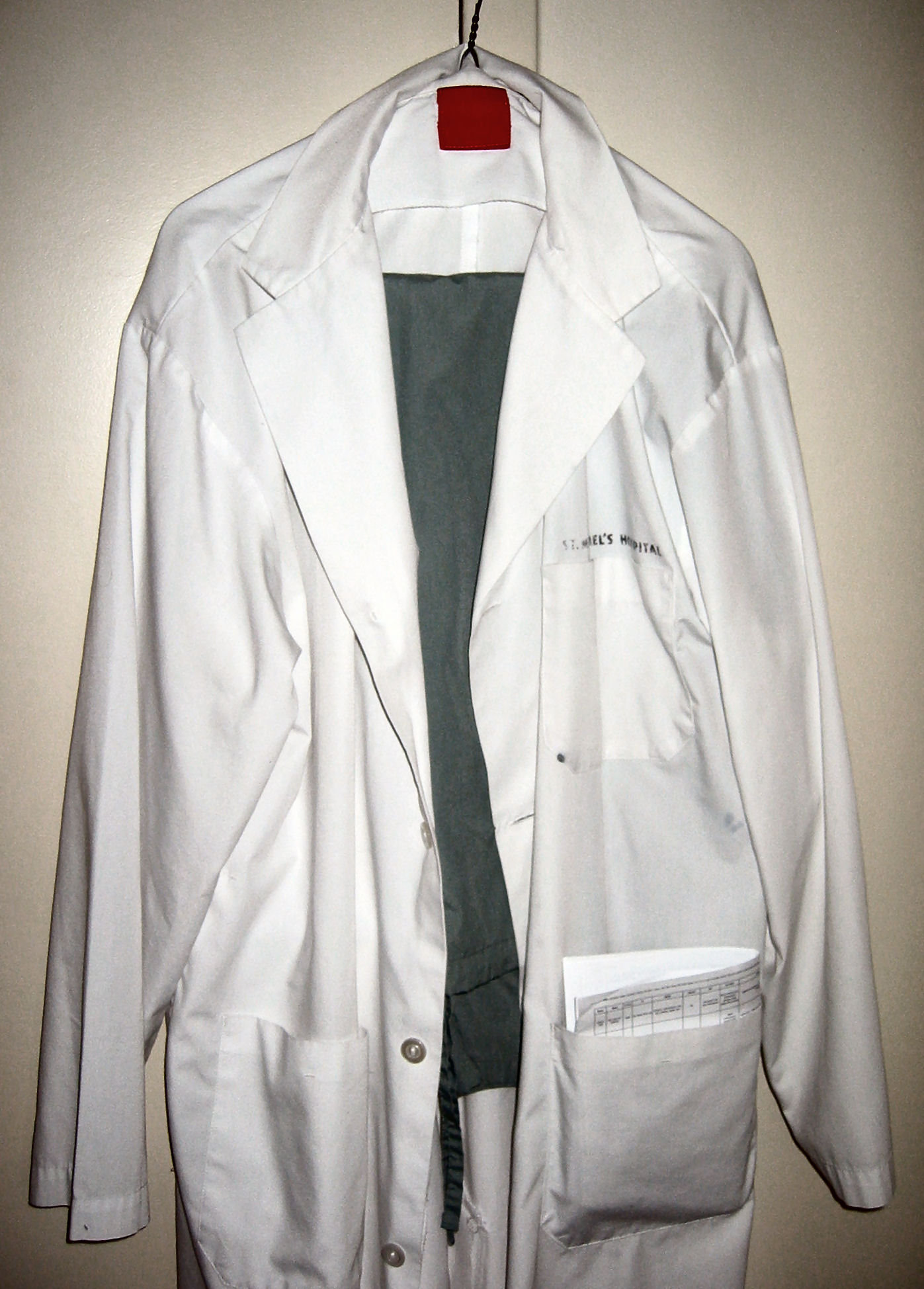

معطف المختبر هو رداء متوسط الطول  وهو من الملابس التي يرتديها المهنيون أو المشاركون في العمل في المختبر كما يرتديها الأطباء والممرضون وغيرهم.
والمعطف يحمي الملابس في العمل وأيضاً يضفي فكرة مهنيه . يتم ارتداء الملابس البيضاء للحماية من الضوء الملون، ويكون مصنوع من قماش الكتان أو القطن، أو البوليستر، مما يسمح بغسلها في درجة حرارة عالية وتجعل من السهل أن نرى البقع عليها، وإذا كانت نظيفة أم لا .

## الوصف
أكثر من مئة كلية طب في الولايات المتحده الامريكانية لديها الآن مجلس الكنائس، والعديد من الطلاب يعتبرونها الآن طريق للعبور في رحلة باتجاه مهنة الرعاية الصحية.
بعض المدارس أيضاً تستعمل الرداء الأبيض للتخرج من الفصل بأكمله .
وعلى سبيل المثال في كلية مورينو فالي لديها مراسم احتفال الرداء الأبيض لتخريج الطلبة المساعدين للأطباء في نهاية الفصل الدراسي .
حيث أن المعاطف القصيرة يتم التخلص منها و تجاهلها، ويتم إعطاء المعاطف الطويلة لهم كرمز لكونهم متساويين مع الأطباء الذين حصلوا على المعاطف الطويلة.
ووفقاً للبعض أُتخذت الكنائس أهميه شبه دينية ؛ وهي تحويل الشخص العادي إلى عضو في مهنة الرعاية الصحية، وهو مشابه لمراسم تحويل الشخص إلى كاهن، ومن الجدير بالذكر أنه تم اعتماد المعطف الابيض حديثاً لمهنة الطب .
ومع ذلك ؛ فإن العديد من طلاب كليات الطب حول العالم يرتدوا معاطفهم البيضاء في فصل التشريح خلال السنة الدراسيه الأولى، لذلك لايوجد احتفال رسمي بالمعاطف البيضاء .
في القرن التاسع عشر كان احترام  العلم في تناقض صارخ مع الدجل/الشعوذة والتصوف و للتأكيد على الانتقال إلى أكثر الأساليب العلمية للطب الحديث سعى الأطباء لتمثيل أنفسهم كعلماء وبدأوا في ارتداء الرمز الأكثر شهرة للعالم وهو المعطف الأبيض. هذا أدى إلى ارتباط أحدث للمعطف الأبيض بعلوم الطب .